# De revolutionibus orbium coelestium
(N. Copernico, De revolutionibus ..., libro I, cap X)
Il De revolutionibus orbium coelestium (in italiano Sulle rivoluzioni delle sfere celesti) è un celebre trattato astronomico di Niccolò Copernico, pubblicato per la prima volta a Norimberga nel 1543, sicuramente prima del 20 aprile: in questo testo l'astronomo polacco descrive il frutto dei suoi studi parlando del movimento degli oggetti del cielo e l'opera si configura quindi come l'esposizione del sistema eliocentrico copernicano.

## La premessa anonima

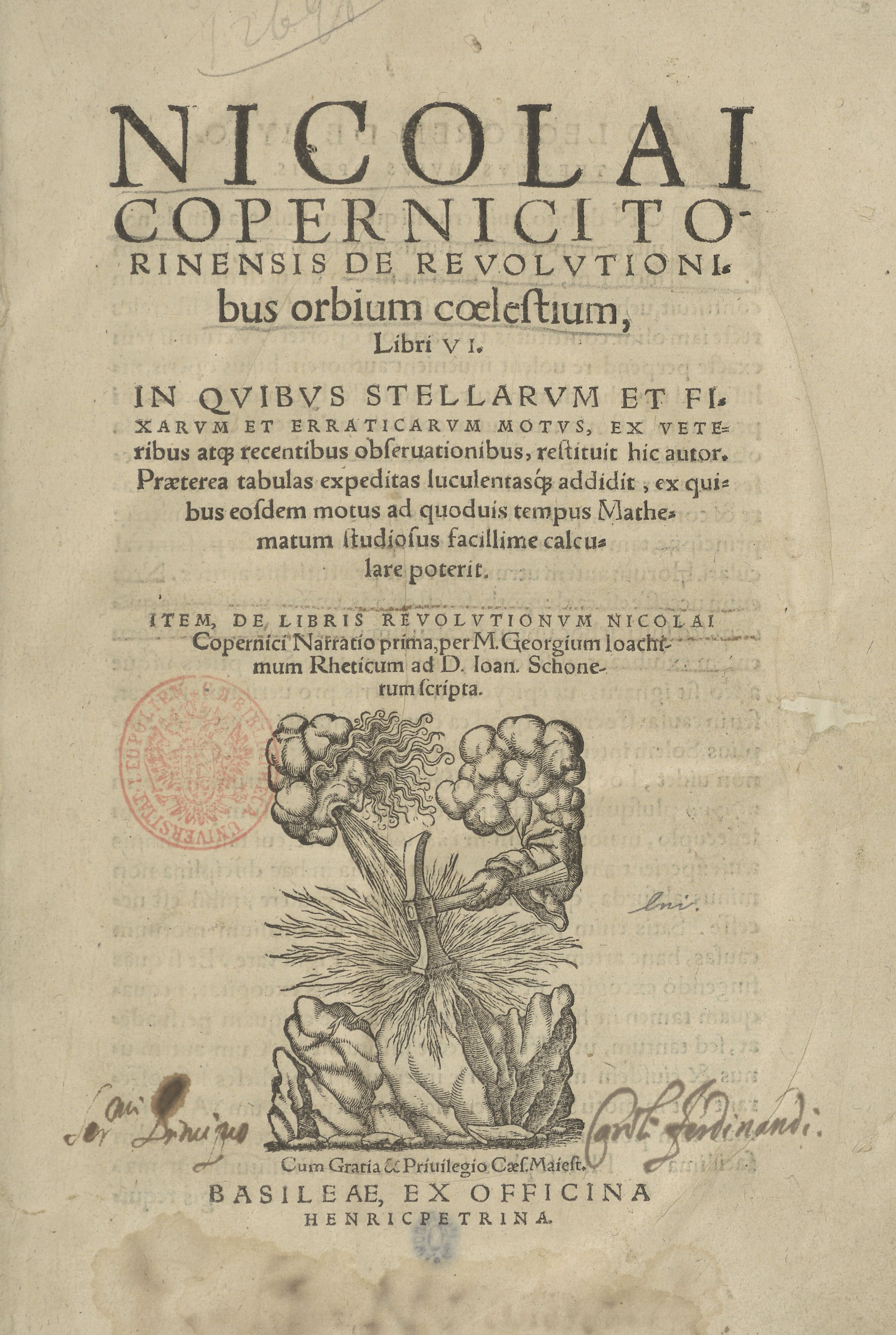
Nicolai Copernici Torinensis De Revolutionibus Orbium Coelestium, Libri VI (frontespizio della 2. edizione, Basilea, 1566)

Nel 1543, nonostante l'opposizione dell'autore ormai in fin di vita, il testo venne pubblicato facendolo precedere da una premessa anonima (Ad lectorem de hypothesibus huius operis, cioè "Al lettore sulle ipotesi di quest'opera") che per lungo tempo fu attribuita allo stesso Copernico ma che, successivamente (precisamente da Keplero nel 1609), venne fatta correttamente risalire al teologo luterano Andrea Osiander. In questa premessa Osiander sminuiva il lavoro di Copernico sostenendo che esso non voleva rappresentare una spiegazione dell'effettiva organizzazione dell'Universo alternativa a quella tolemaica, ma soltanto un mero esercizio matematico finalizzato tutt'al più a semplificare i complessi calcoli che la visione geocentrica implicava e a "salvare i fenomeni" (questa opinione sarà successivamente ribadita e fatta propria dal Cardinal Bellarmino nella sua polemica con Galileo Galilei proprio sul sistema copernicano). Scrive Osiander:
Sostenendo dunque che l'opera non intendeva contrastare la versione tolemaica sostenuta dalla Chiesa, questa premessa riuscì a far evitare ad essa l'iscrizione nell'Indice dei libri proibiti almeno fino al 1616.

## Contenuto
L'opera è dedicata al Papa Paolo III ed è divisa in sei libri:
- Il primo libro contiene una visione generale della teoria eliocentrica.
- Il secondo libro è per lo più teoretico e descrive i principi dell'astronomia delle sfere ed una lista di stelle, come basi per gli argomenti sviluppati nelle parti seguenti.
- Il terzo libro è dedicato ai movimenti apparenti del Sole ed ai fenomeni ad essi correlati.
- Il quarto libro contiene una descrizione della Luna e dei suoi movimenti orbitali.
- Il quinto ed il sesto libro contengono la concreta esposizione del nuovo sistema.

Il primo libro è molto più semplice e meno tecnico degli altri cinque, che contengono tavole e formule matematiche molto complicate e poco accessibili ai non astronomi. Questo aspetto, che a prima vista può indurre a pensare che abbia rallentato la diffusione del copernicanesimo, fu invece un importante fattore che contribuì a "salvare" l'opera e la teoria eliocentrica.
Il De Revolutionibus divenne subito un testo fondamentale per gli astronomi indipendentemente dalla concezione cosmologica di questi. Infatti i suoi calcoli, i suoi dati, i suoi diagrammi furono davvero innovativi e completi tanto da essere considerata la prima opera della modernità paragonabile all'Almagesto di Tolomeo per profondità, completezza e coerenza.
Copernico, nonostante la portata rivoluzionaria che ebbe quest'opera, era essenzialmente un conservatore e l'unica grande novità rispetto al sistema tolemaico è la concezione della terra come pianeta. L'universo di Copernico, escluso questo aspetto, chiaramente non secondario, era identico a quello aristotelico-tolemaico. Si differenziava per le dimensioni, ma non eliminava gli epicicli, deferenti, eccentrici che lo avevano spinto a mettere in discussione il sistema geocentrico.
Scrive a questo proposito Copernico nella prefazione:
In realtà Copernico, pur facendo ricorso a epicicli, deferenti ed eccentrici anche nel suo modello, ne semplifica e razionalizza notevolmente l'utilizzo: a titolo di esempio, mentre nel modello tolemaico e in quello di Apollonio di Perga la direzione e velocità angolare degli epicicli dei pianeti esterni era determinata indipendentemente dalla velocità dei rispettivi deferenti, ed era attribuita in relazione alla posizione media di Sole e Terra al solo scopo di giustificare l'osservazione di un moto retrogrado, Copernico ne fissa la velocità in rapporto intero con la velocità dei propri deferenti, slegando così il moto dei pianeti da dipendenze reciproche e attribuendo un più spiccato "significato fisico" al modello.)
Importante da questo punto di vista è sicuramente l'influenza che esercitò sull'astronomo polacco il Neoplatonismo, che si sviluppava proprio nella seconda metà del secolo XVI. Questa corrente filosofica recuperò l'antica religione solare egizia e attribuiva al Sole grandissima importanza. Scrive Copernico alla fine del Capitolo X del primo libro, giustificando la posizione del Sole nell'universo:

## Eredità
Le conclusioni di questo trattato non furono molto prese in considerazione dalla società del tempo (soprattutto grazie all'interpretazione datane da Osiander nella premessa), ma furono comunque decisamente osteggiate dalla comunità scientifica e teologica.
Ad ogni modo, quest'opera ha continuato ad essere un riferimento per i copernicani (primo fra tutti Giordano Bruno, benché non fosse eliocentrista, ritenendo che l’universo fosse infinito) e possiamo dire che, in questo senso, è stata una pietra miliare nella storia della scienza modernamente intesa.
Nel 1999 l'UNESCO ha inserito De revolutionibus orbium coelestium nell'Elenco delle Memorie del mondo.